# Tornakápolna
Tornakápolna là một thị trấn thuộc hạt Borsod-Abaúj-Zemplén, Hungary. Thị trấn này có diện tích 4,02 km², dân số năm 2010 là 29 người, mật độ 7 người/km².